# Lebeckia leipoldtiana
Lebeckia leipoldtiana är en ärtväxtart som beskrevs av Rolf Martin Theodor Dahlgren. Lebeckia leipoldtiana ingår i släktet Lebeckia och familjen ärtväxter. Inga underarter finns listade i Catalogue of Life.